# Стадион Маккинни Крик
Стадион Маккинни Крик (англ. McKinney Creek Stadium) — лыжно-биатлонный комплекс на территории Тахома, американского штата Калифорния, построенный для зимних Олимпийских игр 1960 года.

## История
Поскольку Скво-Вэлли был не сильно развит, когда он получил право на проведение Олимпиады, оргкомитет игр был не ограничен в плане сооружения лыжной гоночной трассы. Изначально оргкомитет планировал провести все по биатлону,лыжным гонкам и двоеборью (лыжногоночная часть) в Скво-Вэлли, но по ряду причин это было затруднительно. В 1958 году организационный комитет решил переместить все вышеуказанные соревнования в McKinney Creek.
Рольф Герлофсен обследовал этот район в марте 1957 года, после чего была проведена работа над биатлонными трассами и объектами, завершившаяся летом 1958 года. Это был первый случай, когда установили специальные мишени для соревнований по биатлону.
Работа на стадионе началась в августе 1959 года. Планы для трасс были одобрены Кнутом Корсволдом из Международной лыжной федерации и Сигге Бергманом, после чего тем же летом началось их строительство. Тестовые соревнования, проведённые в 1959 году, показали, что механическая подготовка трасс более эффективная по сравнению с ручной с учетом того, что был толщина снега была не менее 45 см.
Стадион был расположен в 19 километрах к югу от долины Скво. Это было единственное место, где отсутствовали горнолыжные трассы. Не было места в самом горнолыжном курорте. Стадион был длиной 250 метров и шириной от 34 до 45 метров. С одной стороны финишной линии были установлены трибуны, способные разместить 1000 зрителей и 200 сотрудников прессы. Позади финиша было установлено табло размерами 16 на 4 метра, на котором постоянно показывали последнее время и десять лучших результатов. Флаги всех участвующих в играх стран были подняты вдоль стадиона.
Главное здание было временным сооружением и состояло из комнат для расчетов и связи, офиса гоночного секретаря в дополнение к помещениям для персонала и оборудования. На верхнем этаже располагался диктор по стадиону и шестнадцать радиокабинок. В двух разборных казармах размерами 6 на 15 метров разместилось в общей сложности шестнадцать комнат для участников соревнований. Из-за недостатка воды отсутствовал душ. Аналогичное помещение было у администрации и персонала, отвечавшего за подготовку трасс. Большие разборные казармы размерами 6 на 20 метров были построены для прессы, в них находились пишущие машинки, телетайпы, телефоны и фотолаборатория.
Биатлонная трасса имела четыре стрельбища вдоль 20-километрового круга. Стрельбище на дистанцию 200 метров было установлено на отметке в 6,5 километров от старта, 250-метров — 9,5 километров, 150-метров — 12,5 километрах и 100-метровый — 15 километрах. Каждое стрельбище имело 15 установок с системой «рукав и плунжер» с пятью мишенями в каждой. Это позволяло участвовать в гонке до 75 участникам. Дополнительный тренировочный стенд был построен в районе Squaw Valley-Deer Park, в дополнение к 250-метровому стрельбищу, который использовался для тренировок. Координацию стрелковых станций осуществляли четыре группы по двадцать человек каждая из школы ВВС США. Также на каждом стрельбище присутствовали пункты первой медицинской помощи.
Подготовка трасс проводилась каждый вечер накануне гонок. Обслуживающий персонал ответственный за подготовку трасс начинал накатывать лыжни за полтора часа до начала гонок, контролировал их состояние и убирал всю маркировку после окончания соревнований. Каждое соревнование было закодировано своим цветом, которым маркировались все необходимые для его проведения материалы с целью визуальной идентификации. Тренировочные трассы были расположены в районе McKinney Park и в районе Squaw Valley-Deer Park. Использовались официальный электронный и неофициальный ручной контроль времени. Промежуточные отсечки времени располагались каждые 5 километров (3,1 мили) и по средством телефона были соединены со стадионом.позвонили на стадион.
После Олимпиады стадион был демонтирован.

## Соревнования
Соревнования лыжников состояли из шести гонок: четырёх мужских и двух женских, включая эстафеты для обоих полов. Среди мужчин победителями (в порядке проведения стартов) стали швед Сикстен Йернберг (30 км), норвежец Хокон Брусвеэн (15 км), сборная Финляндии (эстафета 4×10 км) и финн Калеви Хямяляйнен (50км). У женщины победы одержала советская лыжница Мария Гусакова (10 км) и сборная Швеции (эстафета 4×5 км). Во время мужской эстафетной гонки на стадионе присутствовало 3000 зрителей.
Прыжковая часть соревнований по двоеборью прошла в Папус-Пик где лучший результат показал немец Георг Тома. Он же оказался лучшим и в лыжегоночной части на дистанции 15 километров, став таким образом победителем соревнований.
На зимних Олимпийских играх 1960 года состоялся дебют биатлона. Тридцать участников из девяти стран приняли участие в гонке на 20 километров, которая проводилась с одноминутным стартовым интервалом. Гонку выиграл швед Клас Лестандер.